# Leetsdale
Leetsdale  è una borough degli Stati Uniti d'America, nella contea di Allegheny nello Stato della Pennsylvania. Secondo il censimento del 2000 la popolazione è di 1.232 abitanti.

## Società

### Evoluzione demografica
La composizione etnica vede una prevalenza della razza bianca (89,20%) seguita da quella afroamericana (7,31%), dati del 2000.
| borough di Leetsdale Popolazione |       |
| 2000                             | 1.232 |
| Stima al 01-07-07                | 1.125 |